# Miguel Pereira Dias de Oliveira
Miguel Pereira Dias de Oliveira, ou apenas Miguel Oliveira, foi um comerciante e político brasileiro, outrora deputado estadual pelo Piauí.

## Dados biográficos
Comerciante, integrou a primeira diretoria da Associação de Comércio, Indústria e Agricultura Oeirense (ASCOM), fundada em 30 de maio de 1926, como vice-presidente. Primeiro prefeito de Oeiras após o fim do Estado Novo, ficou à frente do cargo entre 23 de dezembro de 1945 e 8 de maio de 1946. Filiado ao PSD, elegeu-se deputado estadual em 1947, assinando a Constituição Estadual promulgada em 22 de agosto do referido ano.